# GunBound
GunBound is een MMO-computerspel (massively multiplayer online game) van Softnyx. GunBound speelt zich op de planeet Lond en haar acht manen. GunBound lijkt enigszins op Worms, maar het verschil is dat het spel online wordt gespeeld, met veel meer spelers.
In GunBound spelen twee teams (bestaande uit spelers) tegen elkaar. De teams vechten tegen elkaar met voertuigen (Mobiles genoemd). Elke Mobile heeft drie wapens.
- shot 1: de normale schot van de mobile
- shot 2: de sterke schot van de mobile
- SS/Special Shot: de speciale schot van de mobile

In GunBound kan de speler goud verzamelen door goed te spelen. Van goud kan de speler avatar "kopen". Als een speler schade (damage) toebrengt, krijgt hij daarvoor de volgende goudbonussen:
- vanaf 50 damage: onder andere boomer hurricane mirror en backshot bonus
- 150-249 damage: shot bonus
- 250-499 damage: good shot bonus
- 500+ damage: excellent shot bonus
- als een tegenspeler alle energie kwijtraakt: ending bonus
- 1000 damage: 1k-damage bonus
- 2000 damage: 2k-damage bonus
- 3000 damage: 3k-damage bonus
- 2 tegenspelers tegelijk verslaan: double kill bonus

In het spel is een klassement voor alle GunBound-spelers, per land en de guild. Een guild is een groep GunBoundspelers.